# New Brunswick Loyalist Society
New Bruswick Loyalist Society – kanadyjskie stowarzyszenie brytyjskich lojalistów założone w maju 1883, a w 1889 uległo wewnętrznym przekształceniom. Działalność skoncentrowana m.in. na dziejach prowincji nadmorskich (Nowy Brunszwik, Nowa Szkocja, Wyspa Księcia Edwarda), z tego względu wielu członków towarzystwa należało także do New Brunswick Historical Society. Funkcję historyka stowarzyszenia w pierwszym okresie działalności pełnił David Russell Jack.